# Eddy Fobbs
Eddy Fobbs (Silsbee, 17 settembre 1980) è un ex cestista statunitense, professionista nella NBDL e in Turchia.

## Palmarès
- Migliore nella percentuale di tiro NBDL (2007)